# Tonique Williams-Darling
Tonique Williams-Darling (ur. 17 stycznia 1976 w Nassau) – bahamska lekkoatletka, sprinterka, dwukrotna olimpijka (2000, 2004).
Specjalizowała się w biegu na 400 metrów, na tym dystansie została zdobyła złoty medal Igrzysk Olimpijskich (Ateny 2004) oraz Mistrzostw Świata (Helsinki 2005). W jej dorobku jest ponadto brąz z Halowych Mistrzostw Świata w Lekkoatletyce (Budapeszt 2004) oraz 2 miejsca na podium podczas Światowego Finału IAAF (2. w 2005 - Monako oraz 3. w 2003 - Monako).

## Rekordy życiowe
- bieg na 200 m - 22.77 (2004)
- bieg na 400 m - 49.07 (2004) - do 2018 rekord Bahamów